# La Chapelle-au-Moine
La Chapelle-au-Moine és un municipi francès situat al departament de l'Orne i a la regió de Normandia. L'any 2007 tenia 606 habitants.

## Demografia

### Població
El 2007 la població de fet de La Chapelle-au-Moine era de 606 persones. Hi havia 228 famílies de les quals 28 eren unipersonals (20 homes vivint sols i 8 dones vivint soles), 96 parelles sense fills, 92 parelles amb fills i 12 famílies monoparentals amb fills.
La població ha evolucionat segons el següent gràfic:
Habitants censats

### Habitatges
El 2007 hi havia 242 habitatges, 229 eren l'habitatge principal de la família, 6 eren segones residències i 7 estaven desocupats. 238 eren cases i 4 eren apartaments. Dels 229 habitatges principals, 195 estaven ocupats pels seus propietaris, 31 estaven llogats i ocupats pels llogaters i 3 estaven cedits a títol gratuït; 1 tenia una cambra, 7 en tenien dues, 28 en tenien tres, 70 en tenien quatre i 123 en tenien cinc o més. 197 habitatges disposaven pel capbaix d'una plaça de pàrquing. A 75 habitatges hi havia un automòbil i a 147 n'hi havia dos o més.

### Piràmide de població
La piràmide de població per edats i sexe el 2009 era:
| Homes | Edats   | Dones |
| ----- | ------- | ----- |
| 0     | 95 o +  | 0     |
| 0     | 90 a 94 | 4     |
| 0     | 85 a 89 | 0     |
| 4     | 80 a 84 | 0     |
| 0     | 75 a 79 | 0     |
| 12    | 70 a 74 | 4     |
| 16    | 65 a 69 | 12    |
| 0     | 60 a 64 | 4     |
| 16    | 55 a 59 | 8     |
| 36    | 50 a 54 | 28    |
| 40    | 45 a 49 | 44    |
| 36    | 40 a 44 | 36    |
| 16    | 35 a 39 | 24    |
| 16    | 30 a 34 | 20    |
| 12    | 25 a 29 | 8     |
| 28    | 20 a 24 | 20    |
| 36    | 15 a 19 | 60    |
| 32    | 10 a 14 | 32    |
| 16    | 5 a 9   | 8     |
| 4     | 0 a 4   | 12    |

## Economia
El 2007 la població en edat de treballar era de 427 persones, 332 eren actives i 95 eren inactives. De les 332 persones actives 317 estaven ocupades (157 homes i 160 dones) i 15 estaven aturades (7 homes i 8 dones). De les 95 persones inactives 34 estaven jubilades, 40 estaven estudiant i 21 estaven classificades com a «altres inactius».

### Ingressos
El 2009 a La Chapelle-au-Moine hi havia 224 unitats fiscals que integraven 592,5 persones, la mediana anual d'ingressos fiscals per persona era de 19.049 €.

### Activitats econòmiques
Dels 18 establiments que hi havia el 2007, 1 era d'una empresa extractiva, 1 d'una empresa de fabricació d'altres productes industrials, 3 d'empreses de construcció, 5 d'empreses de comerç i reparació d'automòbils, 1 d'una empresa d'hostatgeria i restauració, 1 d'una empresa immobiliària, 3 d'empreses de serveis, 2 d'entitats de l'administració pública i 1 d'una empresa classificada com a «altres activitats de serveis».
Dels 2 establiments de servei als particulars que hi havia el 2009, 1 era un taller de reparació d'automòbils i de material agrícola i 1 paleta.
L'any 2000 a La Chapelle-au-Moine hi havia 11 explotacions agrícoles que ocupaven un total de 448 hectàrees.

## Equipaments sanitaris i escolars
El 2009 hi havia una escola elemental.

## Poblacions més properes
El següent diagrama mostra les poblacions més properes.